# نیژنی تیختم
نیژنی تیختم (انگلیسی: Nizhny Tykhtem) یک شهرک در شهرستان کالتاسینسکی استان باشقیرستان کشور روسیه است.